# Shots (LMFAO)
Shots è una canzone eseguita dal duo americano LMFAO con la collaborazione del rapper americano Lil Jon. È stata pubblicata come terzo singolo dal primo album Party Rock, ed è apparsa anche nell'album di debutto da solista di Lil Jon, Crunk Rock. La canzone è stata scritta da Lil Jon, SkyBlu, Redfoo ed Eric Delatorre.
Negli anni 2010, la canzone è diventato a un inno al bere e una canzone da pub, grazie al suo ritornello ripetitivo “Shots, Shots, Shots!”.
La canzone è stata usata anche in una puntata televisiva di American Dad!

## Video musicale
Il video della canzone rappresenta una festa a base di shots e di divertimento. All'inizio del video Lil Jon presenta il duo e tutti cominciano a festeggiare.
Il video è stato girato a Tao Beach al Venetian Hotel di Las Vegas . Il video inizia con delle persone che prendono il sole nella piscina di Tao Beach. Improvvisamente, Lil Jon, LMFAO, Eric D-Lux e molti altri appaiono dal nulla e iniziano a cantare la canzone. Il video presenta anche GoonRock, che in seguito appare nei singoli di successo degli LMFAO Party Rock Anthem e Champagne Showers. Il video termina con i cantanti che eseguono la canzone in una live.
Il video musicale della canzone è stato caricato su YouTube il 4 dicembre 2009, e ha raggiunto oltre le 275 milioni di visualizzazioni.

## Nella cultura popolare
Nel 2020, durante la pandemia di COVID-19, Shots è stato utilizzato come incentivo nelle farmacie e nelle cliniche del Nord America come canzone celebrativa per il pubblico che si è vaccinato, essendo un gioco di parole per "shot" o "jab" del COVID-19.
Una variante della canzone è stata utilizzata in uno spot televisivo per il film d'animazione della DreamWorks Animation, Il gatto con gli stivali.
Le squadre di hockey del Bowdoin College suonano questa canzone quando i Polar Bears segnano un goal.
La canzone è stata usata come base per una parodia di Lo Hobbit da parte di Hillywood Show.

## Elenco delle tracce
Versione dell'album
- "Shots" (versione esplicita) – 3:42
- "Shots" (versione pulita) – 3:39

Versioni digitali download
- "Shots" (Remix di Dummejungs) – 5:06
- "Shots" (remix elettrico) – 4:48

## Grafici e vendite
| Classifica (2009)         | Posizione massima |
| ------------------------- | ----------------- |
| Australia                 | 71                |
| Canada                    | 53                |
| Corea del Sud             | 47                |
| Stati Uniti (Heatseekers) | 2                 |
| Stati Uniti               | 68                |

| Unità vendute             |
| ------------------------- |
| - Corea del Sud 1.490.000 |